# روجر إتش. زيون
روجر إتش. زيون هو ضابط وسياسي أمريكي، ولد في 17 سبتمبر 1921 في إسكانابا في الولايات المتحدة، وتوفي في 24 سبتمبر 2019 في إيفانسفيل في الولايات المتحدة. نشط حزبياً في الحزب الجمهوري. وقد انتخب عضو مجلس النواب الأمريكي ‏.